# ستوجانکا (استان لوبلین)
ستوجانکا (به لهستانی:  Studzianka) یک روستا در لهستان است که در گمینا وومازه واقع شده‌است.